# Richard Martineau
Pour les articles homonymes, voir Martineau.
Richard Martineau (né le 29 juillet 1961) est un chroniqueur et animateur québécois de radio et de télévision.

## Biographie
Richard Martineau s'est fait connaître à partir des années 1990 comme chroniqueur de l'hebdomadaire montréalais Voir où il a publié ses Ondes de choc jusqu'en novembre 2006.
Il publie actuellement ses chroniques dans Le Journal de Montréal, où il tient également un blogue. Il collabore aussi à des magazines, tels que InfoPresse et Elle Québec.
En 1998, il coanime l'émission Les Francs-tireurs sur les ondes de Télé-Québec, d'abord avec Benoît Dutrizac et Laurent Saulnier, puis avec le journaliste Patrick Lagacé de 2006 à 2013, puis de nouveau avec Dutrizac, jusqu'à ce que l'émission cesse sa diffusion en 2020.
En 2003, il est l'un des invités spéciaux de la parade gaie de Montréal. Il a participé aussi aux débats de fin de soirée sur les ondes de TQS, avant d'assurer l'animation de ces débats entre mai et septembre 2006.
Il partage sa vie avec Sophie Durocher, avec qui il a eu un garçon. Auparavant, il a vécu avec la journaliste Nathalie Collard, avec qui il a eu deux filles.
Il anime jusqu'en août 2007 une émission de radio, puis, par la suite une émission à l'antenne de LCN. De 2015 à 2018, il coanime, à l'antenne de CHOI-FM à Québec, une émission de radio quotidienne,.

## Discours
Entre le milieu des années 1980 et le début des années 2000, Richard Martineau écrit pour des revues telles que Voir et Séquences. Ses propos penchent alors généralement vers un certain progressisme social,,,,. Avec le temps, ses positions évoluent de plus en plus vers une certaine droite,,,. Dans un article intitulé « Les faux jeunes », publié dans Le Journal de Montréal, il explique ce changement de cap en ces termes : « J'ai travaillé, j'ai eu des enfants, j'ai vécu toutes sortes d'expériences, j'ai payé des impôts - j'ai vu pleuvoir, comme dirait l'autre. Si à 53 ans, tu penses comme tu pensais à 23 ans, tu as perdu 30 ans de ta vie. »
Durant la décennie 1990, il fait paraître trois essais aux Éditions du Boréal. La Chasse à l'éléphant : sur la piste des babyboomers (1990) se veut notamment une diatribe à l'endroit des baby boomers, alors que Pour en finir avec les ennemis de la télévision (1993) cible les soi-disant intellectuels pour qui la télévision serait à l'origine de tous les maux mais qui n'hésiteraient pas à utiliser ce même médium pour véhiculer leur message. Enfin, en 1998, il se joint à l'homme de lettres Jacques Godbout pour faire paraître Le buffet : dialogue sur le Québec à l'an 2000. Selon le critique du Devoir Robert Saletti, cet essai laisse transparaître une américanophilie, suggérant notamment que le succès de la culture américaine serait dû à sa capacité d'ouverture ainsi que sa propension à absorber et digérer, tel une éponge. Richard Martineau écorcherait aussi un « fétichisme linguistique » dont serait victime le Québec. La langue ne serait ainsi qu'« un outil, une monnaie d'échange, une clé pour sortir du ghetto ».
Dans ses chroniques au Journal de Montréal et au Journal de Québec, il pratique abondamment l'auto-référence et la personnalisation de ses interventions, avec des propos tels que « J’aime les partis qui sont au fond du baril », « Parfois, j’ai le goût de monter sur un pont et de
crier ! », « Chaque fois que je pense à ça, je me dis: un jour, ça va finir par sauter [...] ». En effet, Martineau se sert souvent de ses sentiments, sa perception des choses et de ses avis personnels comme des axiomes à partir desquels il fonde le reste de son intervention. Pour le professeur de journalisme Gilles Gauthier, Richard Martineau n'est d'ailleurs pas le seul chroniqueur populaire à agir de la sorte au Québec, citant notamment Patrick Lagacé.

## Blâmes du Conseil de presse du Québec
- En mars 2010, le Conseil de presse du Québec blâme M. Martineau ainsi que Le Journal de Montréal pour information incomplète, pouvant conduire à une interprétation abusive, relativement à un texte portant sur une manifestation tenue en l’honneur de Fredy Villanueva[20]. La décision a été confirmée par la Commission d’appel du Conseil de presse[21].
- En septembre 2012, le Conseil de presse du Québec blâme de nouveau M. Martineau ainsi que Le Journal de Montréal pour information inexacte, propos discriminatoires et préjugés tenus à l'égard de la Coalition large de l’Association pour une solidarité syndicale étudiante[22],[23],[24].
- En mai 2014, le Conseil de presse du Québec blâme M.Martineau pour propos discriminatoires et expression de préjugés[25].
- En mars 2015, le Conseil de presse du Québec blâme M.Martineau pour les griefs d’information inexacte, manque de respect et absence de rectification[26].
- En octobre 2016, le Conseil de presse du Québec blâme le chroniqueur Richard Martineau et les quotidiens Le Journal de Montréal et Le Journal de Québec pour le grief de propos entretenant les préjugés envers les femmes et les musulmans[27].
- En janvier 2017, le Conseil de Presse du Québec adresse un blâme sévère à M. Richard Martineau et le site journaldemontreal.com pour le grief d’informations inexactes[28].
- En avril 2018, le Conseil de presse du Québec blâme Richard Martineau et le quotidien Le Journal de Montréal pour le grief de manque de rigueur de raisonnement[29].
- En avril 2020, le Conseil de presse du Québec blâme Richard Martineau et le quotidien Le Journal de Montréal pour le grief de manque d'information incomplète et de manque de rigueur de raisonnement[30].
- En septembre 2021, le Conseil de presse du Québec blâme Richard Martineau et le quotidien Le Journal de Montréal pour les griefs d’information inexacte et de sensationnalisme[31].

## Controverses
- Si vous ne connaissez pas le sujet, laissez ce bandeau (vous pouvez alors contacter les auteurs).
- Si vous supprimez le contenu mis en cause (vous pouvez préalablement contacter les auteurs),

argumentez précisément cette suppression dans la page de discussion
(un manque de référence n'est pas un argument ; une recherche réelle de référence doit avoir été effectuée, être formellement documentée).
Au fil des années, Richard Martineau se retrouve au cœur de l'actualité en raison de son approche polémique. Plusieurs de ses chroniques sont à la base de controverses, tel qu'en témoignent les exemples suivants :
- Lors du lock-out des employés du Journal de Montréal, Martineau décide de continuer sa rédaction de chroniques et se fait critiquer par des employés du Journal et notamment le président du syndicat des employés du journal, Raynald Leblanc[32],[33]. Il soutient alors qu'il n'est pas un briseur de grève.
- En 2013, il ouvre son émission Franchement Martineau vêtu d'une burqa[34].
- Il poursuit pour diffamation le média web Ricochet qui a publié en février 2016 une parodie de notice nécrologique le concernant[35],[36] et ce quelques mois à peine après avoir été un des plus ardents défenseurs de la liberté d'expression en intitulant 45 de ses chroniques Je suis Charlie dans le Journal de Montréal (chacune étant numérotée de 1 à 45). Une entente à l’amiable a lieu en mai 2019[37].
- En 2017, après que Radio-Canada[38] eut révélé l'existence d'un mémoire de maîtrise en sociologie[39] concernant les chroniques de Richard Martineau, qui soutenait que ce dernier participait à l'islamophobie, Martineau réagit par une chronique[40] au Journal de Montréal et par une entrevue[41] à LCN où il affirme que ce mémoire aurait comme grande faiblesse de ne pas définir le terme « islamophobie ». Ce qui était faux, le mémoire en question s'attardant longuement sur les différentes définitions données au terme « islamophobie ». Cette affirmation de Martineau fit rapidement réagir sur les réseaux sociaux[42] et dans les médias écrits[43].
- En 2019, après une chronique le 19 août sur l'exposition des minorités dans les médias[44], Richard Martineau est la cible d'un mouvement demandant sa démission. Le mouvement est qualifié de malhonnête et est accusé de mener une «surenchère de la victimisation» par une collègue du Journal de Montréal[45].
- En janvier 2022 lors d'une entrevue à QUB Radio[46] avec l'ex ministre Daniel Paillé qui proposait de faire payer tous les frais médicaux aux non-vaccinés covid 19 Richard Martineau qui adhérait à cette proposition déclarait ;Je suis tout à fait d'accord c'est une excellente idée elle ne sera appliquée parce qu'elle est trop bonne[46]. Le 11 janvier le premier ministre du Québec François Legault voulait imposer une taxe santé aux non-vaccinés[47] mieux connu à l'international comme la vax-tax ou la anti-vax-tax[48].

### Grève étudiante de 2012
Les prises de position de Martineau contre le mouvement de grève étudiante québécoise de 2012 soulèvent la controverse.
Le 20 mars 2012, il publie un message sur son compte Twitter (« Vu sur une terrasse à Outremont: 5 étudiants avec carré rouge, mangeant, buvant de la sangria et parlant au cellulaire. La belle vie ! ») qui entraîne une panoplie de réactions sur Internet allant de la saturation de son compte Twitter à une fausse page Wikipédia.
Dans le cadre d'une manifestation étudiante nocturne tenue le 3 mai 2012, des étudiants scandant des slogans anti-Martineau ont voulu manifester devant la résidence personnelle de Richard Martineau, mais se sont trompés de maison.